# Rotch (berg i Antarktis)
Rotch är ett berg i Antarktis. Det ligger i Sydshetlandsöarna. Argentina, Chile och Storbritannien gör anspråk på området. Toppen på Rotch är 259 meter över havet.
Terrängen runt Rotch är kuperad åt sydost, men åt nordväst är den platt. Havet är nära Rotch åt sydväst. Trakten är obefolkad. Det finns inga samhällen i närheten. 